# Fredy Glanzmann
Fredy Glanzmann (* 16. Juli 1963) ist ein ehemaliger Schweizer Nordischer Kombinierer.

## Werdegang
Glanzmann, der für den SC Marbach startete, wurde 1983 in den Nationalkader aufgenommen und gab am 29. Dezember 1983 in Oberwiesenthal sein Debüt im Weltcup der Nordischen Kombination. Als 45. verpasste er dabei die vorderen Plätze und damit die Weltcup-Punkte deutlich. Bei der Nordischen Skiweltmeisterschaft 1985 in Seefeld in Tirol erreichte er im Einzel den fünften Platz. Im März erreichte er als 12. in Lahti und Neunter in Oslo seine ersten 22 Weltcup-Punkte und erreichte damit Rang 22 der Weltcup-Gesamtwertung. In der folgenden Saison 1985/86 gelangen ihm auf Anhieb auch deutliche Punkteplatzierungen in Tarvis und Schonach im Schwarzwald. Dabei stand er als Dritter in Schonach erstmals auf einem Weltcup-Podium. Jedoch blieb es für ein Jahr sein letztes Podium. Die Saison 1985/86 beendete er auf Rang sechs der Gesamtwertung.
In der Saison 1986/87 erreichte er im Januar 1987 in Reit im Winkl seinen ersten und einzigen Weltcup-Sieg. Glanzmann war damit der erste Schweizer, der einen Weltcup in der Nordischen Kombination gewinnen konnte. Auch im folgenden Weltcup in Autrans stand er als Zweiter auf dem Podium. Daraufhin reiste er zuversichtlich zur Nordischen Skiweltmeisterschaft 1987 in Oberstdorf. Dort erreichte er gemeinsam mit Hippolyt Kempf und Andreas Schaad den fünften Rang im Mannschaftswettbewerb. Die Saison 1986/87 beendete er wenig später auf Rang 10 der Gesamtwertung.
Bei den Olympischen Winterspielen 1988 in Calgary gewann er Silber mit der Mannschaft. Im Einzel kam er über Rang 35 nicht hinaus. Mit der Nordischen Skiweltmeisterschaft 1989 in Lahti bestritt Glanzmann schliesslich seinen letzten grossen internationalen Wettbewerb und gewann auch dort Silber mit der Mannschaft. Von 1990 bis 1992 bestritt er noch einmal einige Wettbewerbe im B-Weltcup, bevor er seine aktive Karriere beendete.
Seit 2003 führt Glanzmann auf dem Langis unterhalb des Glaubenbergs einen Sportfachhandel mit Skilanglauf-Schule und Vermietung. Seine Schwester Elisabeth Glanzmann war als Skilangläuferin aktiv.

## Erfolge

### Weltcup-Platzierungen
| Saison  | Platz | Punkte |
| ------- | ----- | ------ |
| 1984/85 | 16.   | 22     |
| 1985/86 | 06.   | 44     |
| 1986/87 | 10.   | 52     |
| 1987/88 | 15.   | 24     |

### Weltcup-Statistik
Die Tabelle zeigt die erreichten Platzierungen im Einzelnen.
- Platz 1.–3.: Anzahl der Podiumsplatzierungen
- Top 10: Anzahl der Platzierungen unter den ersten zehn
- Punkteränge: Anzahl der Platzierungen innerhalb der Punkteränge
- Starts: Anzahl gelaufener Rennen in der jeweiligen Disziplin

| Platzierung         | Einzel a | Sprint | Massenstart | Team   | Team    | Gesamt |
| Platzierung         | Einzel a | Sprint | Massenstart | Sprint | Staffel | Gesamt |
| ------------------- | -------- | ------ | ----------- | ------ | ------- | ------ |
| 1. Platz            | 1        |        |             |        |         | 1      |
| 2. Platz            | 1        |        |             |        |         | 1      |
| 3. Platz            | 1        |        |             |        |         | 1      |
| Top 10              | 9        |        |             |        |         | 9      |
| Punkteränge         | 16       |        |             |        |         | 16     |
| Starts              | 17       |        |             |        |         | 17     |
| Stand: Karriereende |          |        |             |        |         |        |